# Diagramma di Ellingham
Il diagramma di Ellingham è un grafico cartesiano che mette in relazione l'energia libera e la temperatura delle reazioni di formazione degli ossidi metallici a partire dagli elementi.

Quindi in ordinata si ha il ΔGf° della reazione generica:
2/x M + O2 → 2/x MOx
Dalla relazione dΔG°/dT = −ΔS° si ricava che la pendenza è pari all'entropia molare standard cambiata di segno. Dato che nelle ossidazioni dei metalli l'entropia diminuisce la pendenza è positiva. Caso inverso si ha nell'ossidazione del carbonio in cui si ha produzione di gas (e quindi aumento del disordine) e la pendenza è quindi negativa.
Il diagramma nasce dallo studio della metallurgia dove vengono prodotti metalli a partire dai loro minerali tramite riduzione. Il diagramma mette in evidenza che se una curva sta al di sotto di ΔG=0 la sua riduzione per solo effetto della temperatura non è praticabile, quindi necessita di un riducente. Il riducente principe in metallurgia è il carbon coke, per questo in alcuni diagrammi sono presenti le curve di ossidazione del carbonio.
Analizzando qualitativamente il grafico si nota che scendendo lungo l'ordinata aumenta la stabilità termodinamica dei vari ossidi, se una curva passa al di sopra dello zero di energia libera (ad esempio il Ag2O) si ha che l'ossido si riduce per il solo effetto della temperatura. Quindi analizzando la stabilità relativa dei vari ossidi si può determinare se, ad una data temperatura, un elemento allo stato metallico può ridurre un ossido per produrre il metallo. Più semplicemente si può dire che: se ad una data temperatura la curva dell'ossido XO si trova al di sotto della curva dell'ossido YO, il metallo X può ridurre l'ossido del metallo Y:
YO + X → Y + XO
Queste considerazioni vengono ben esemplificate da SiO2 e MgO:
- fino a circa 2200 °C la curva del MgO si trova al di sotto di SiO2 quindi:

SiO2 + 2Mg → Si + 2MgO
- sopra 2200 °C la curva di SiO2 sta sotto MgO:

2MgO + Si → 2Mg + SiO2